# Bibiodes balticus
Bibiodes balticus är en tvåvingeart som beskrevs av Skartveit 2009. Bibiodes balticus ingår i släktet Bibiodes och familjen hårmyggor. Inga underarter finns listade i Catalogue of Life.